# Lawrence Murphy
Lawrence Gustave Murphy, né en 1831 dans le comté de Wexford (Irlande), décédé le 20 octobre 1878 à Santa-Fé (Nouveau-Mexique), est un homme d'affaires américain d'origine irlandaise qui fut notamment au centre de la guerre du comté de Lincoln.

## Biographie
Murphy émigre aux États-Unis à l'âge adulte. Il s'engage dans l'armée en 1851, dans le 5e régiment d'infanterie. Au moment de la guerre de Sécession, il rejoint l'armée de l'Union, et plus précisément le premier régiment des volontaires du Nouveau-Mexique du Lieutenant Colonel Kit Carson avec lequel il participe notamment aux actions menées contre les Apaches Mescaleros et les Navajos.
À la fin de la guerre de Sécession, il est à Fort Sumner (Nouveau-Mexique), et il a beaucoup appris sur la mécanique des fournitures à l'armée et aux réserves indiennes et a compris que l'on pouvait se faire beaucoup d'argent dans ce domaine. Par exemple, John Chisum a amené du Texas un énorme troupeau de bétail et a vendu à l'armée des milliers de bêtes en peu de temps.
Il obtient le grade de Major pour services rendus lors de la guerre contre les Navajos. À noter que le même jour, sont aussi promus Emil Fritz et John Brady.
Muté à Fort Stanton en mars 1866, il y retrouve Fritz, Brady et quelques autres. À l'automne, il est démobilisé et il crée avec Emil Fritz L.G. Murphy & Co, une entreprise regroupant une brasserie et un magasin, tout près de la frontière de la réserve indienne de Fort Stanton. En 1868, on les retrouve, disposant désormais aussi d'une filiale, d'un saloon, et surtout ayant obtenu la licence pour agir comme agents des affaires indiennes. Ils se sont développés en achetant des produits locaux, payés en offrant du crédit sur les marchandises qu'ils proposent, et comme ils sont dans une situation de monopole, ils peuvent imposer à la fois les prix et les taux d'intérêt.

### Comté de Lincoln

#### Installation
En 1873, Fritz, malade, décide de repartir se soigner à Stuttgart. Murphy et lui revendent alors leur magasin de Fort Stanton. À la fin de l'année, Murphy & Co s'installe à Lincoln, dans le comté de Lincoln, qui a été créé seulement quelques années plus tôt, en 1869.
James Dolan, entré comme employé chez L.G. Murphy & Co en 1869, obtient le marché de fournitures de la réserve indienne.
Murphy utilise sa richesse et ses relations pour peser économiquement en créant une situation de monopole pour un bon nombre de fournitures, mais aussi pour asseoir un pouvoir politique sur tout le comté.

#### Guerre du comté de Lincoln
Murphy & Co fait payer très cher ses produits aux fermiers et aux propriétaires de ranch. En 1876, John Tunstall et Alexander McSween, avec le soutien de l'éleveur de bétail John Chisum, ouvrent J. H. Tunstall & Co, une entreprise similaire pour contrecarrer cette situation mais aussi pour prendre des parts de marchés avec l'armée ou les réserves indiennes.
Au moment de la guerre du comté de Lincoln, en fait Murphy s'était désengagé de son entreprise car il souffrait de cancer et vivait la plupart du temps à Santa Fe, où il meurt le 20 octobre 1878.

## Dans la culture populaire
- 1970 : Chisum, rôle interprété par Forrest Tucker
- 1988 : Young Guns, rôle interprété par Jack Palance